# Mesorhaga didillibah
Mesorhaga didillibah är en tvåvingeart som beskrevs av Daniel J. Bickel 1994. Mesorhaga didillibah ingår i släktet Mesorhaga och familjen styltflugor. Inga underarter finns listade i Catalogue of Life.